# آلاس-بوکاژ
آلاس-بوکاژ (به فرانسوی: Allas-Bocage) یک کمون در فرانسه است که در Canton of Mirambeau واقع شده‌است.

## خصوصیات
آلاس-بوکاژ ۱۰٫۸۷ کیلومترمربع مساحت و ۱۹۳ نفر جمعیت دارد.

## نگارخانه

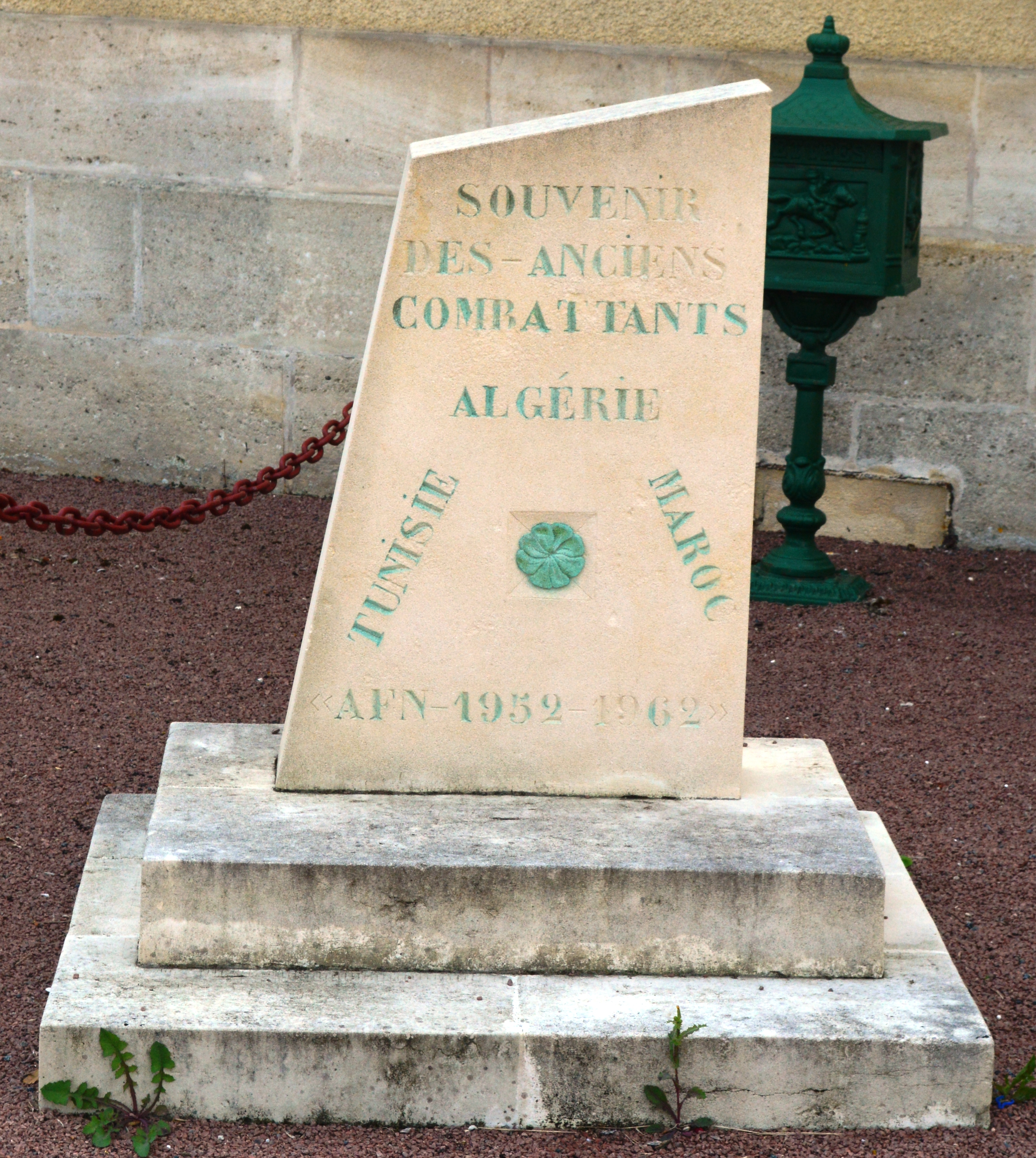
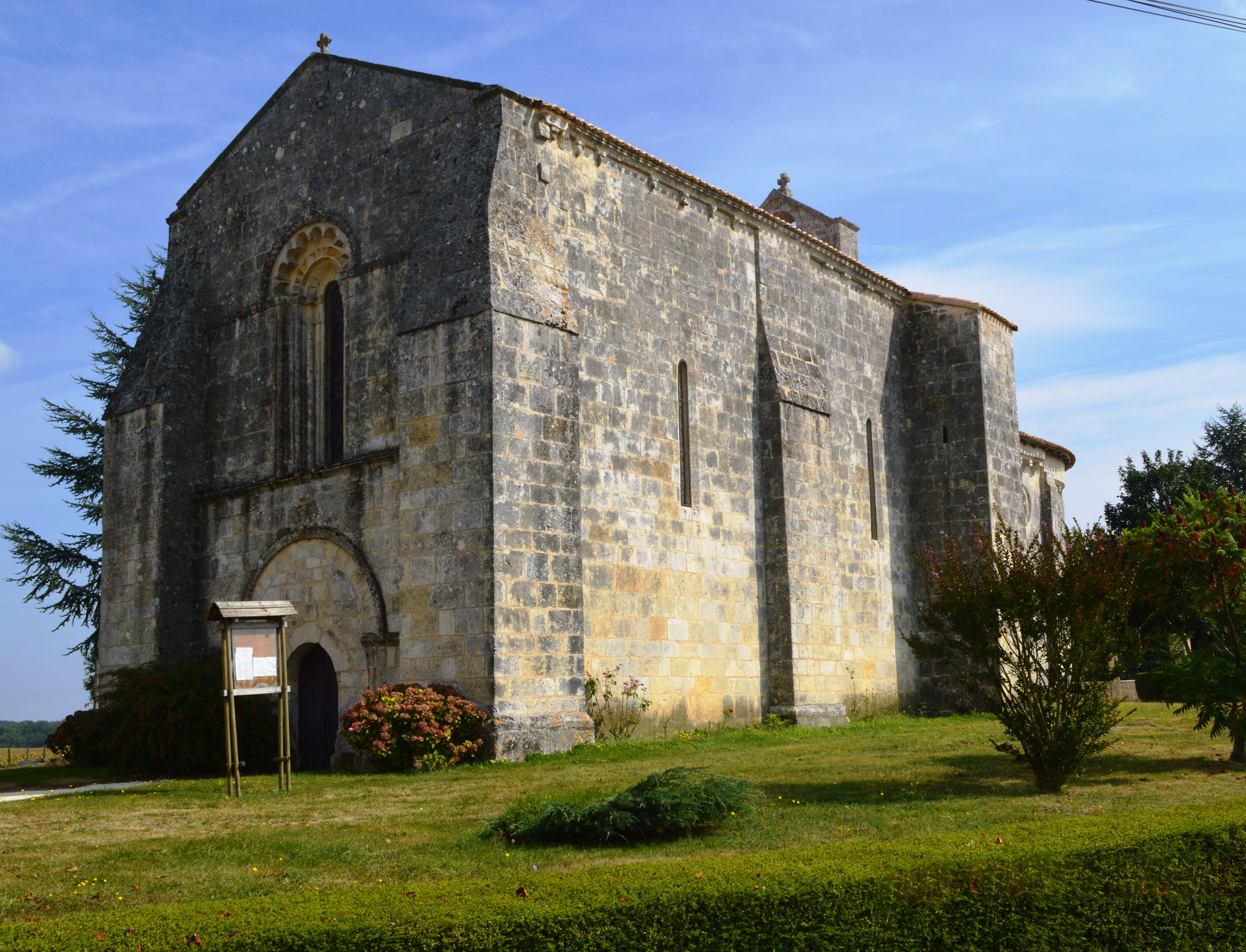
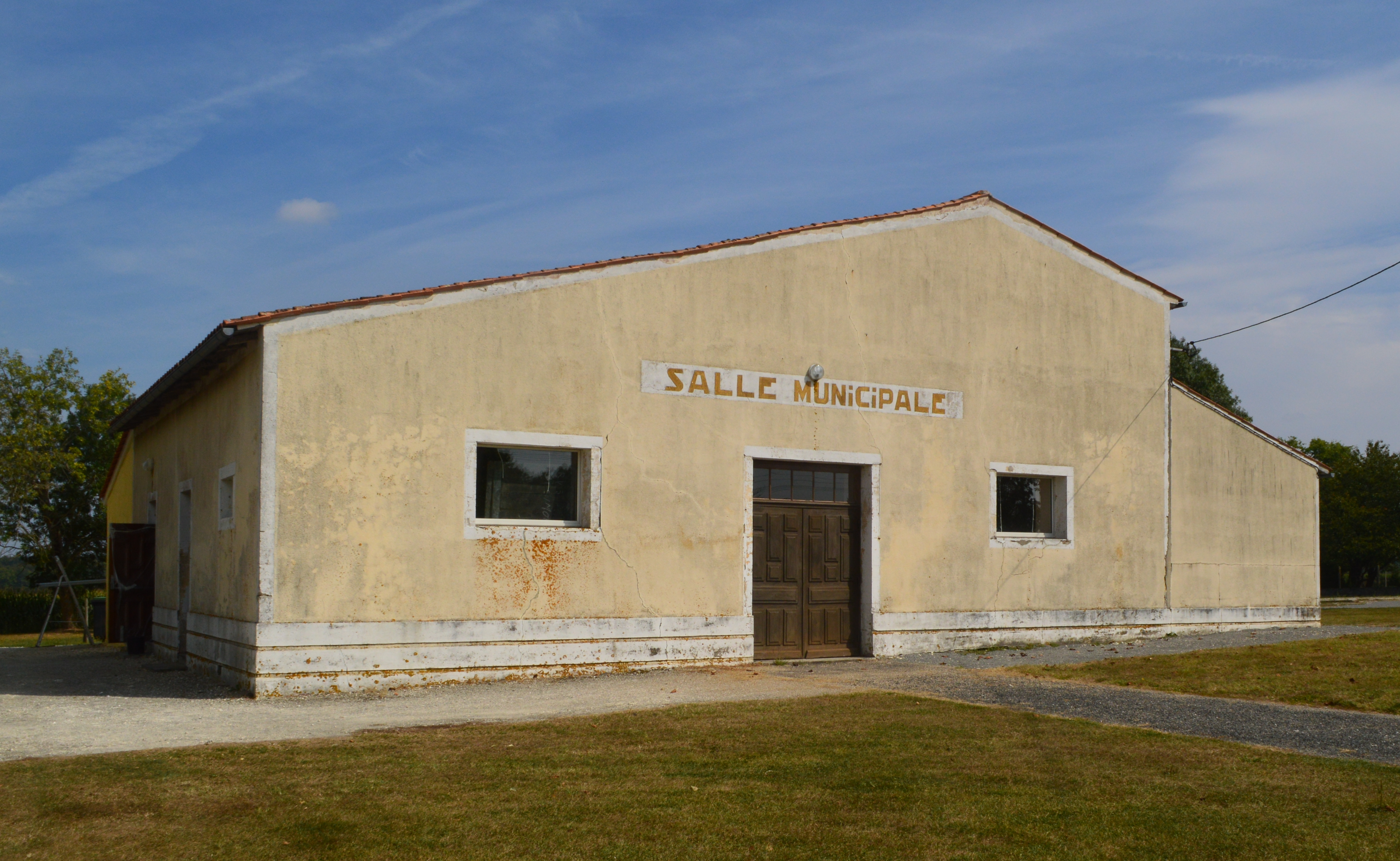
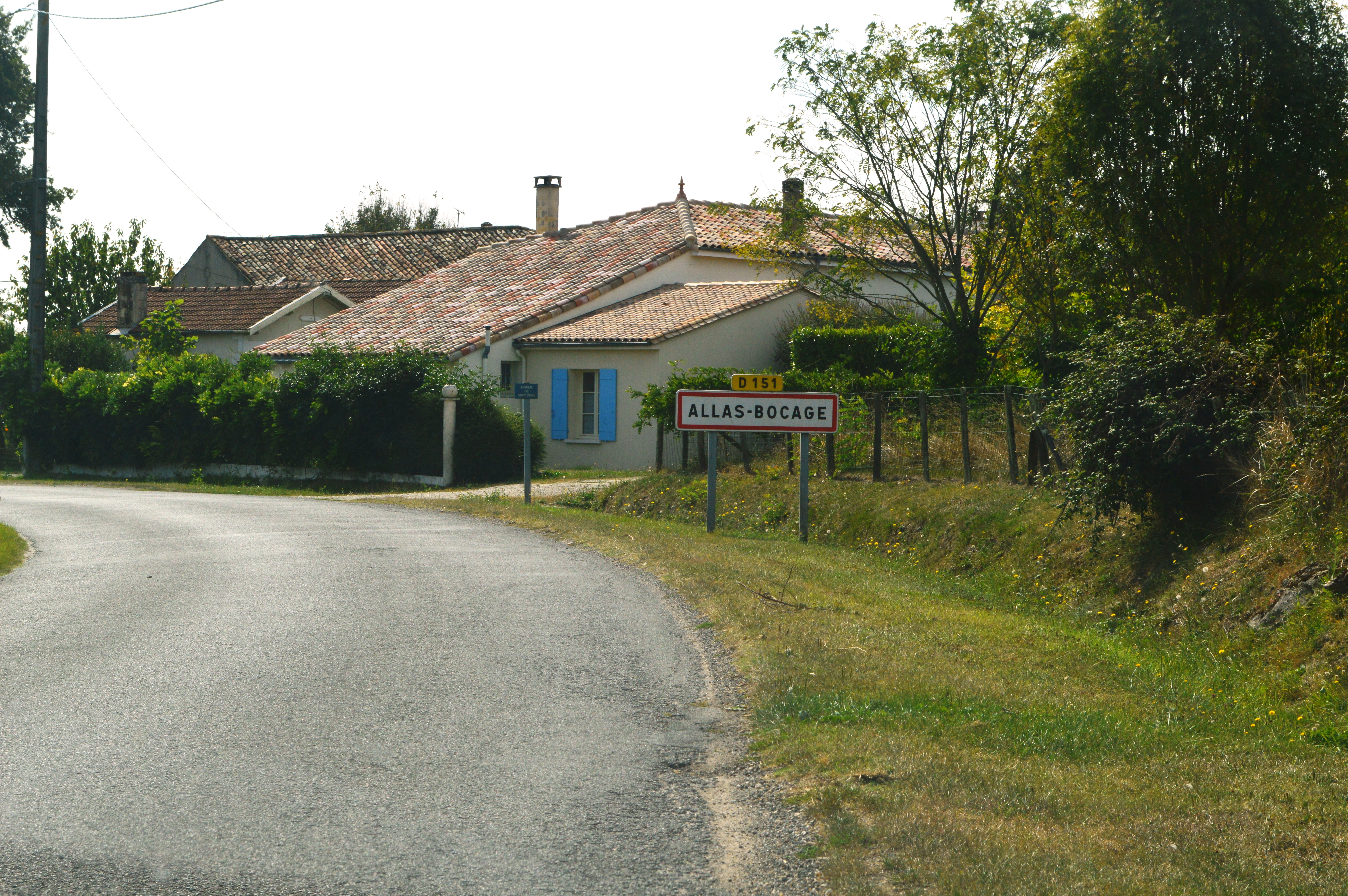
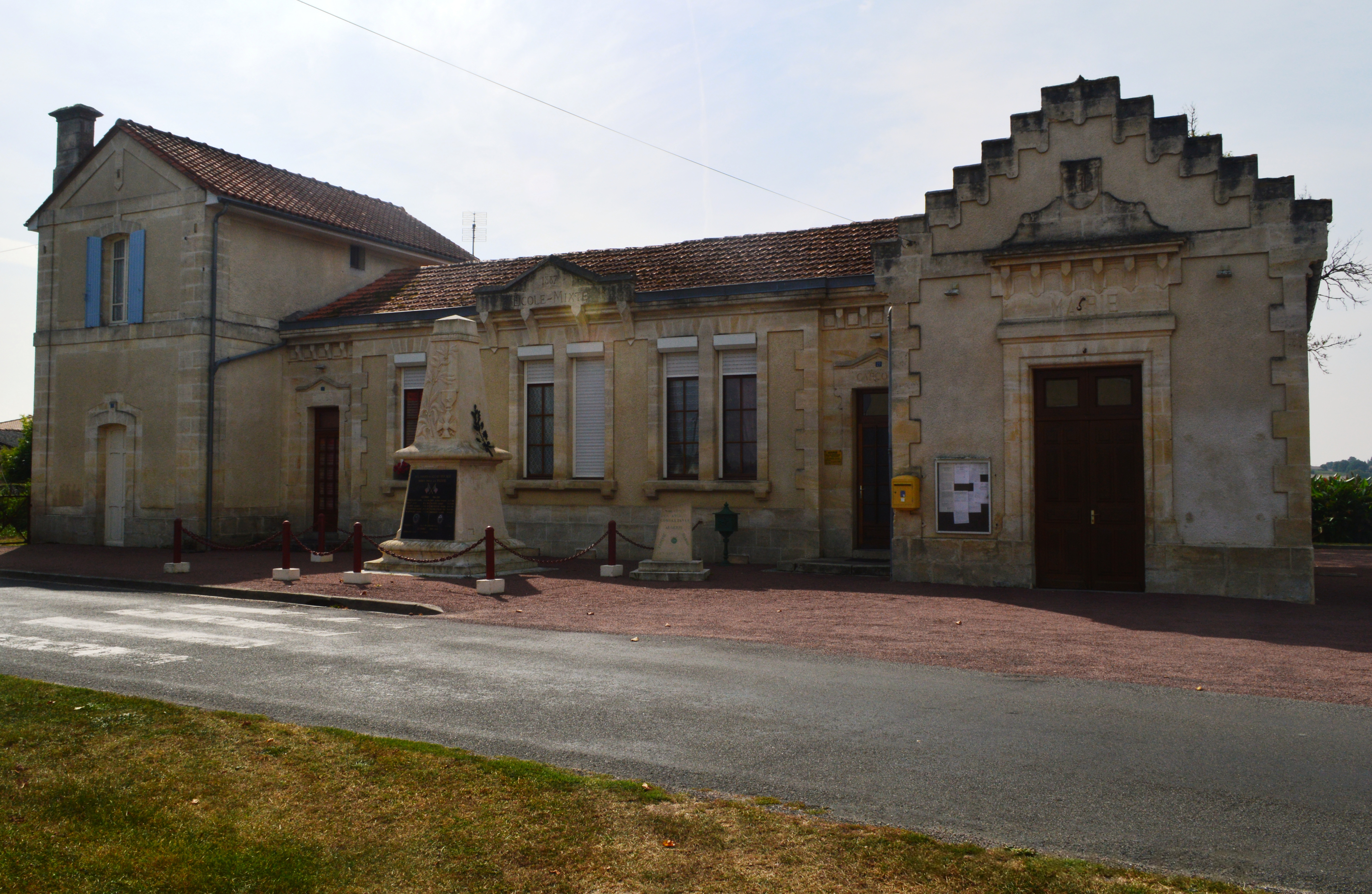
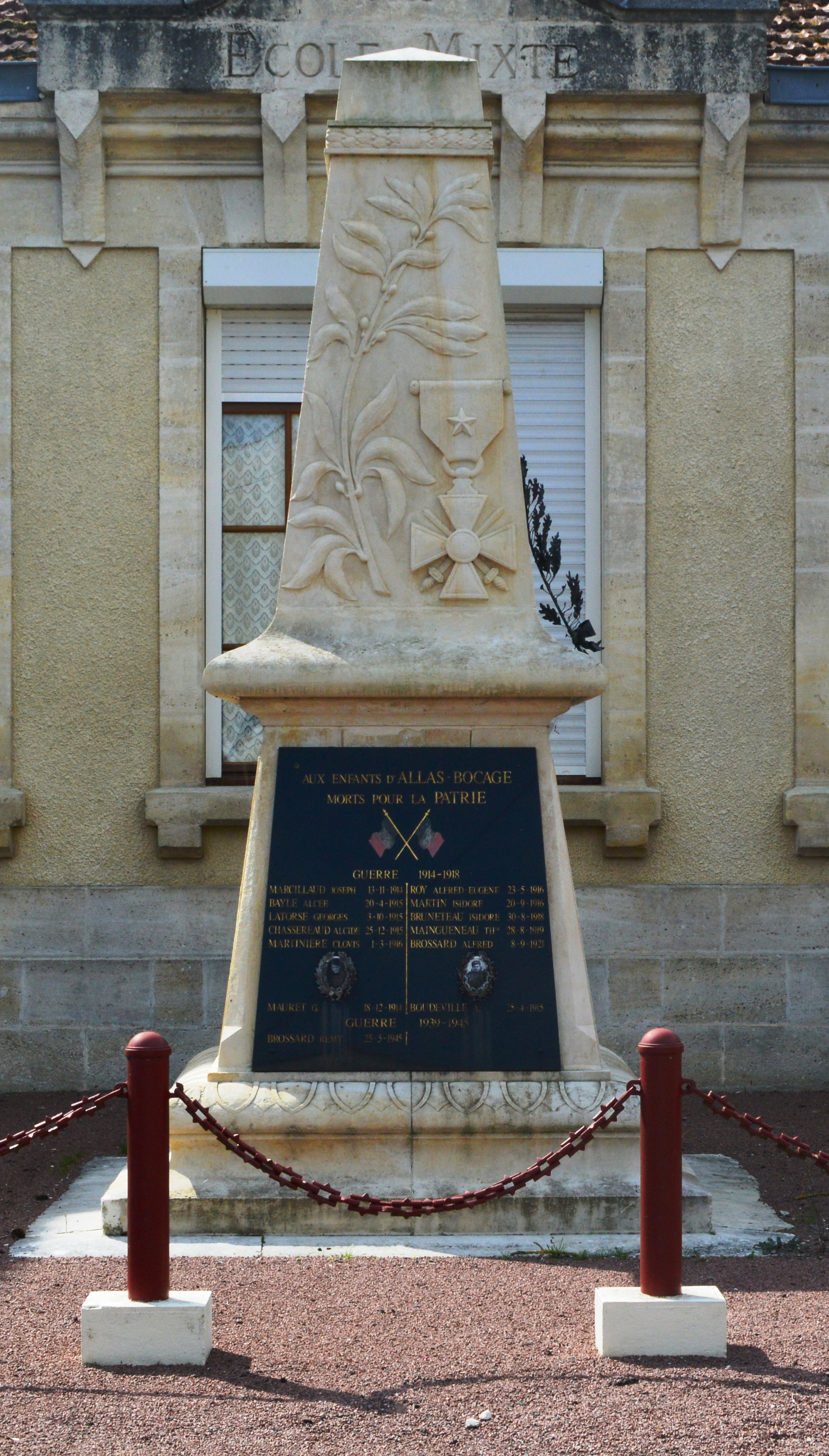